# Mercury Comet
Mercury Comet — автомобиль, производства подразделения Mercury корпорации Ford Motor Company с 1960—1969 и 1971—1977 годы. В 1960—1965 годах Comet была основана на платформе Ford Falcon.

## 1960—1963 годы

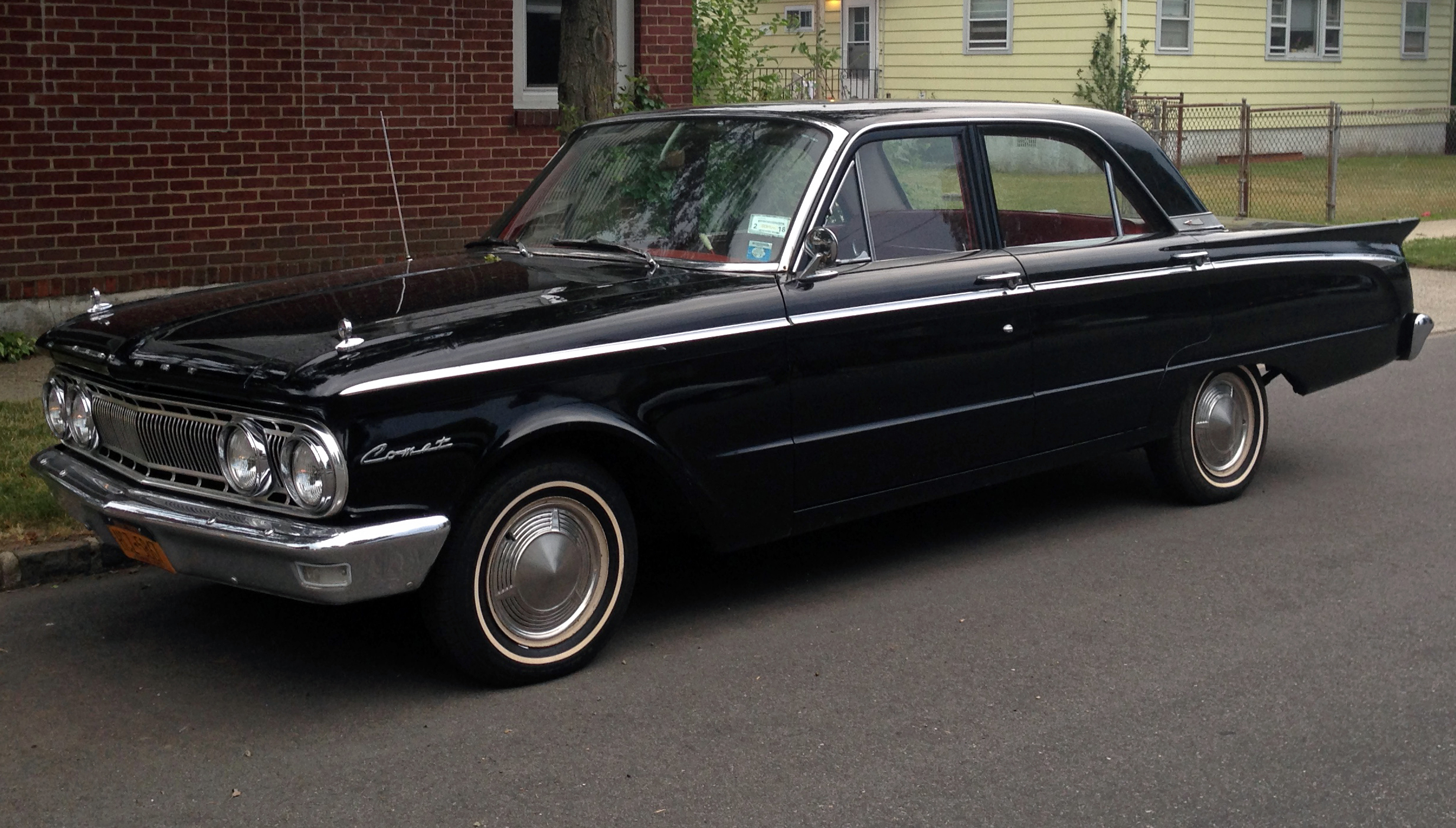
Mercury Comet 1962 года

Представленный публике в марте 1960 года Comet был в кузове 2-дверного купе, 4-дверного седана и 4-дверного универсала.
Изначально проект разрабатывался как Edsel Comet, однако пилотный запуск бренда Edsel (1958—1960) обернулся провалом. В связи с этим перспективный автомобиль был назван просто «Comet», не имея шильдиков ни Ford, ни Mercury, ни свернутого Edsel. Однако продавался и обслуживался автомобиль через дилерскую сеть Mercury.
В 1960 году был доступен всего один двигатель — 144-й рядный 6-цилиндровый объёмом 2,4 литра мощность 90 л. с. Варианты трансмиссии: 3-ступенчатая механическая и 2-скоростной вариатор Merc-O-Matic. В 1961 году мощность двигателя возрастает до 101 л. с. и становится доступна 4-ступенчатая МКПП, синхронизированная без первой передачи. Было доступно два варианта отделки салона — стандартный и «Custom», с индивидуальным пакетом, включающим значки, дополнительную хромированную отделку и полностью виниловый интерьер.
В 1962 году Comet стал официальной моделью Mercury, получив незначительный рестайлинг кузова и задних фонарей. В 1963 году спорт-пакет Comet S-22 был доступен только для кузова 2-дверного седана, отличался тремя задними фонарями с каждой стороны, ковшеобразными сидениями и новой центральной консолью. В этом году к моделям Comet Custom и Comet S-22 были добавлены модели купе с откидным верхом и жесткой крышей (без опор).

## 1964—1968 годы

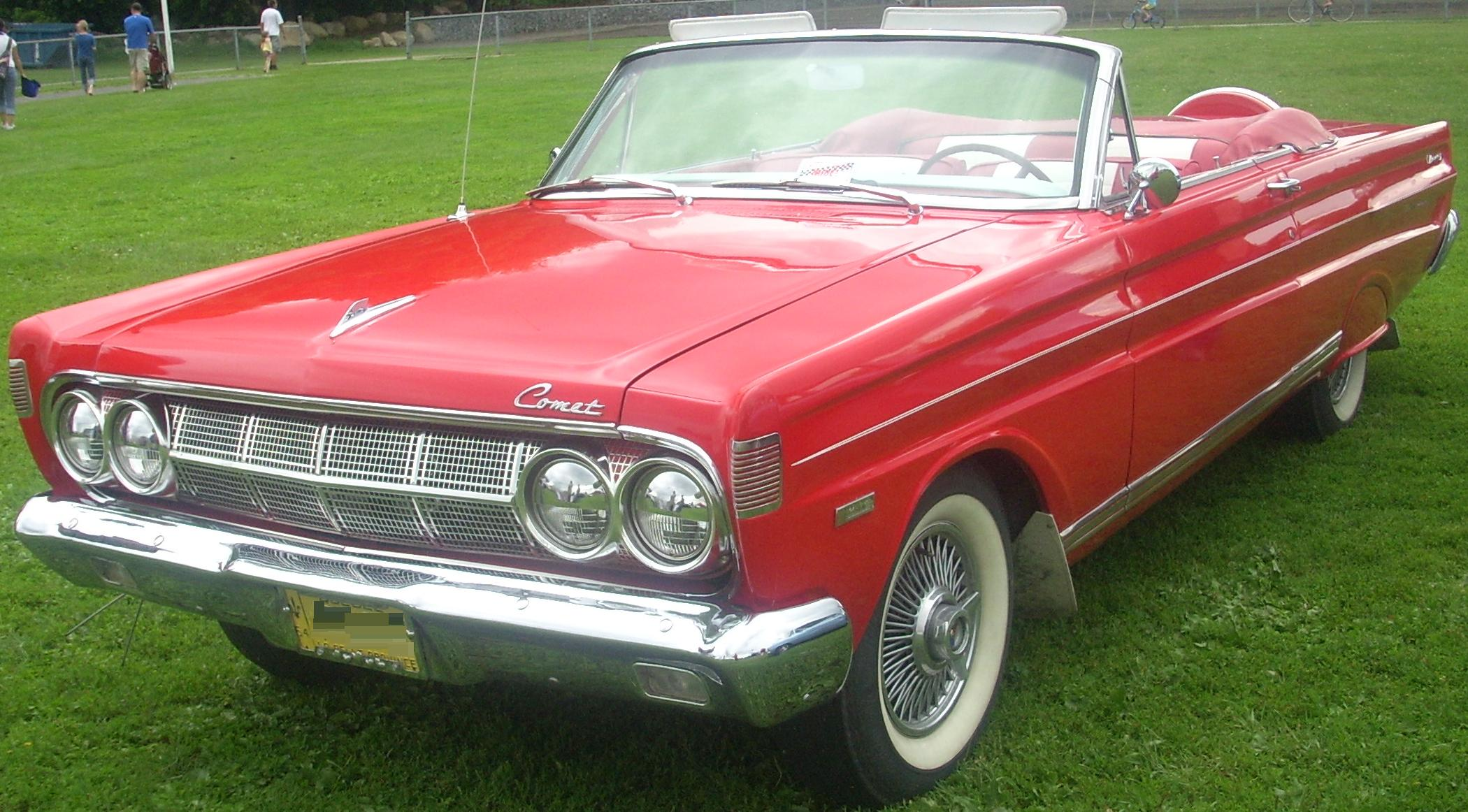
Mercury Comet 1964 года

Во втором поколении кузов Comet стал иметь более квадратные формы. 144-й двигатель был заменён на рядный 170-й объёмом 2,8 литра. 2-дверный универсал был снят с производства.
в 1965 году автомобиль подвергся модернизации. Обновлены передняя и задняя части кузова, а мощность базового 6-цилиндрового двигателя была увеличена до 200 л. с.

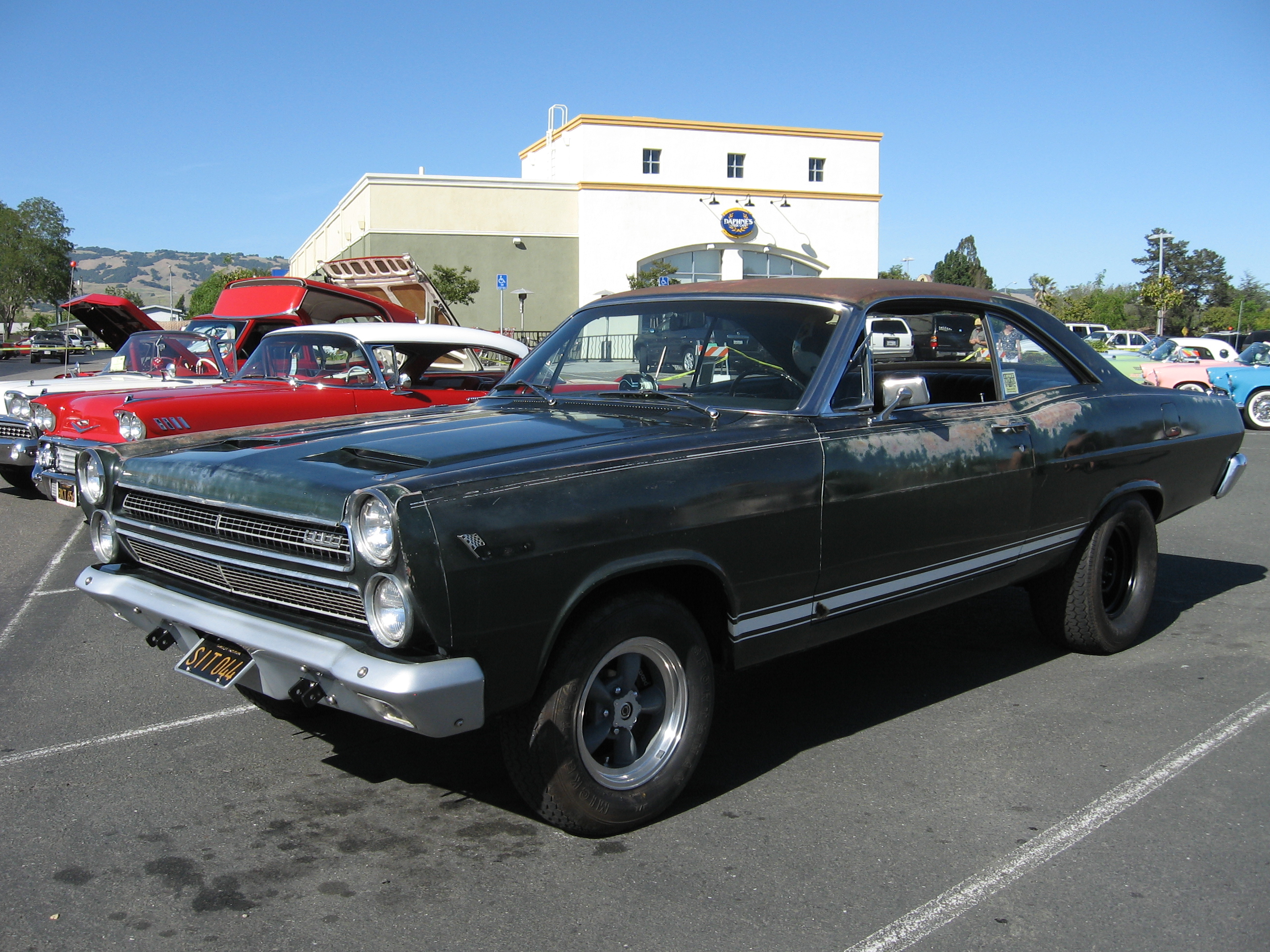
Mercury Comet Cyclone 1966 года

Начиная с 1966 года Comet перешёл из компакт-класса до среднего. Основан на том же шасси, что и Ford Fairlane.

## 1968—1977 годы
В 1968 году модель получает новый стиль листового металла кузова. Comet доступен только в кузове 2-дверного купе. В 1969 году 6-цилиндровый 250-й двигатель (155 л. с.) заменяет 200-й и становится стандартным.
В 1973 году базовым двигателем стал 170-й мощностью 100 л. с. Дополнительными двигателями были 200-й объёмом 3,3 литра мощностью 115 л. с. и 302-й объёмом 4,9 литра мощностью 210 л. с.